# SN 2007kb
SN 2007kb – supernowa typu Ia odkryta 13 września 2007 roku w galaktyce A205224+0016. W momencie odkrycia miała maksymalną jasność 21,40m.